# Broxeele
Broxeele [bʁɔksɛl] est une commune française située dans le département du Nord, en région Hauts-de-France.

## Géographie

### Localisation
Les communes limitrophes sont Bollezeele, Volckerinckhove, Buysscheure, Lederzeele et Rubrouck.
| Volckerinckhove |             | Bollezeele |
|                 | Broxeele    | Rubrouck   |
| Lederzeele      | Buysscheure |            |

### Hydrographie

#### Réseau hydrographique
La commune est située dans le bassin Artois-Picardie. Elle est drainée par l'Yser et la Becque de la Reine,.
L'Yser est un cours d'eau transfrontalier franco-belge, d'une longueur de 70 km en France, prend sa source dans la commune de Buysscheure. Il s'écoule vers la Mer du Nord, en traversant les Flandres française et belge, et s'y jette à Nieuport en Belgique, dans un estuaire très artificialisé. 

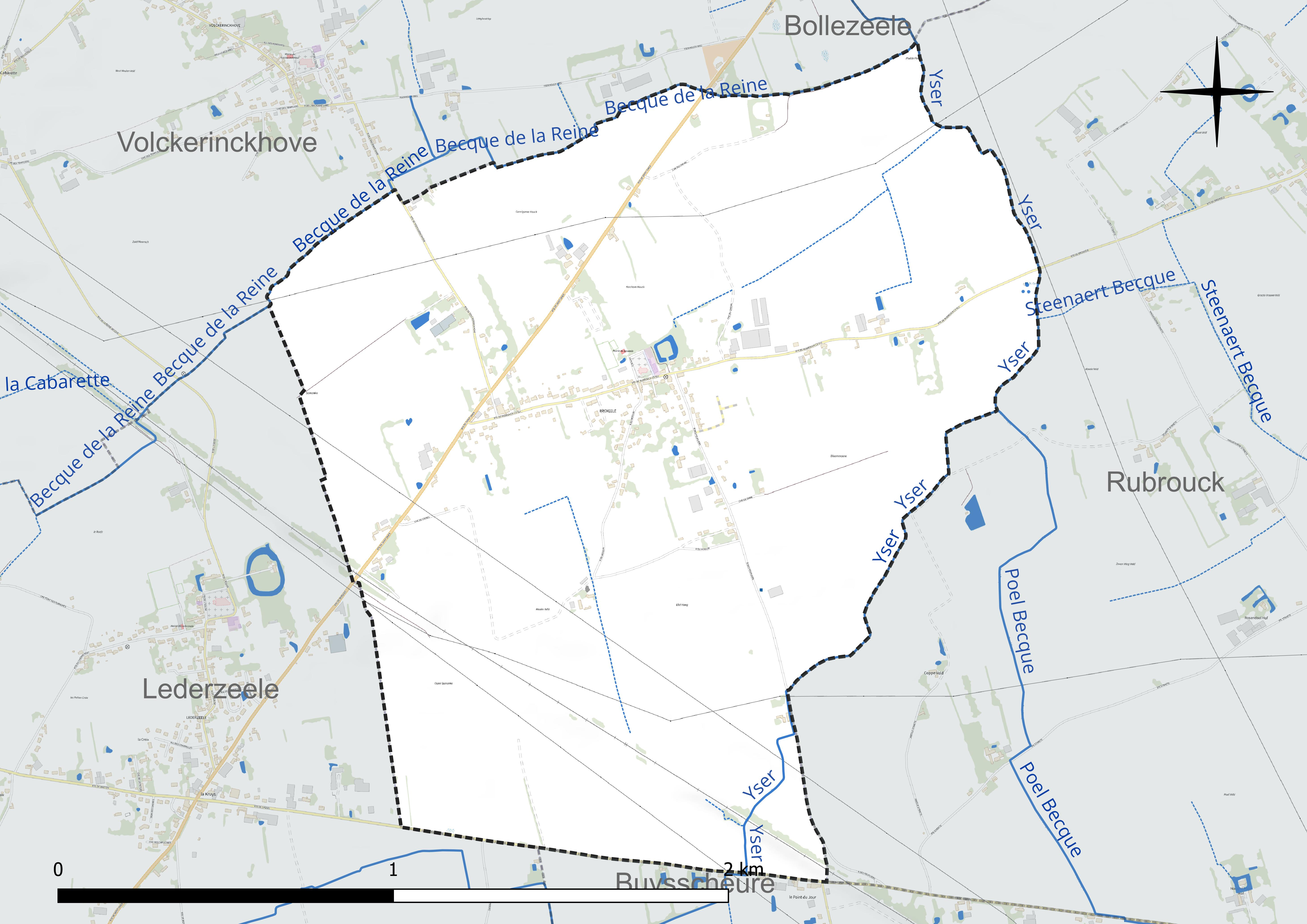
Réseau hydrographique de Broxeele.

#### Gestion et qualité des eaux
Le territoire communal est couvert par le schéma d'aménagement et de gestion des eaux (SAGE) « Yser ». Ce document de planification concerne un territoire de 381 km2 de superficie, délimité par le bassin versant de l'Yser en France. Le périmètre a été arrêté le 8 novembre 2005 et le SAGE proprement dit a été approuvé le 30 novembre 2016. La structure porteuse de l'élaboration et de la mise en œuvre est l'Union syndicale d'aménagement hydraulique du Nord (USAN). 
La qualité des cours d'eau peut être consultée sur un site dédié géré par les agences de l'eau et l'Agence française pour la biodiversité. 

### Climat
Pour des articles plus généraux, voir Climat des Hauts-de-France et Climat du Nord.
En 2010, le climat de la commune est de type climat océanique altéré, selon une étude du CNRS s'appuyant sur une série de données couvrant la période 1971-2000. En 2020, Météo-France publie une typologie des climats de la France métropolitaine dans laquelle la commune est exposée à un climat océanique et est dans la région climatique  Côtes de la Manche orientale, caractérisée par un faible ensoleillement (1 550 h/an) ; forte humidité de l'air (plus de 20 h/jour avec humidité relative > 80 % en hiver), vents forts fréquents. 
Pour la période 1971-2000, la température annuelle moyenne est de 10,5 °C, avec une amplitude thermique annuelle de 13,6 °C. Le cumul annuel moyen de précipitations est de 792 mm, avec 12,6 jours de précipitations en janvier et 8,2 jours en juillet. Pour la période 1991-2020, la température moyenne annuelle observée sur la station météorologique la plus proche, située sur la commune de Watten à 8 km à vol d'oiseau, est de 11,3 °C et le cumul annuel moyen de précipitations est de 822,8 mm,. Pour l'avenir, les paramètres climatiques de la commune estimés pour 2050 selon différents scénarios d'émission de gaz à effet de serre sont consultables sur un site dédié publié par Météo-France en novembre 2022.

## Urbanisme

### Typologie
Au 1er janvier 2024, Broxeele est catégorisée commune rurale à habitat dispersé, selon la nouvelle grille communale de densité à sept niveaux définie par l'Insee en 2022.
Elle est située hors unité urbaine. Par ailleurs la commune fait partie de l'aire d'attraction de Dunkerque, dont elle est une commune de la couronne,. Cette aire, qui regroupe 66 communes, est catégorisée dans les aires de 200 000 à moins de 700 000 habitants,.

### Occupation des sols
L'occupation des sols de la commune, telle qu'elle ressort de la base de données européenne d'occupation biophysique des sols Corine Land Cover (CLC), est marquée par l'importance des territoires agricoles (100 % en 2018), une proportion identique à celle de 1990 (100 %). La répartition détaillée en 2018 est la suivante : 
terres arables (91,4 %), zones agricoles hétérogènes (8,6 %). L'évolution de l'occupation des sols de la commune et de ses infrastructures peut être observée sur les différentes représentations cartographiques du territoire : la carte de Cassini (XVIIIe siècle), la carte d'état-major (1820-1866) et les cartes ou photos aériennes de l'IGN pour la période actuelle (1950 à aujourd'hui).

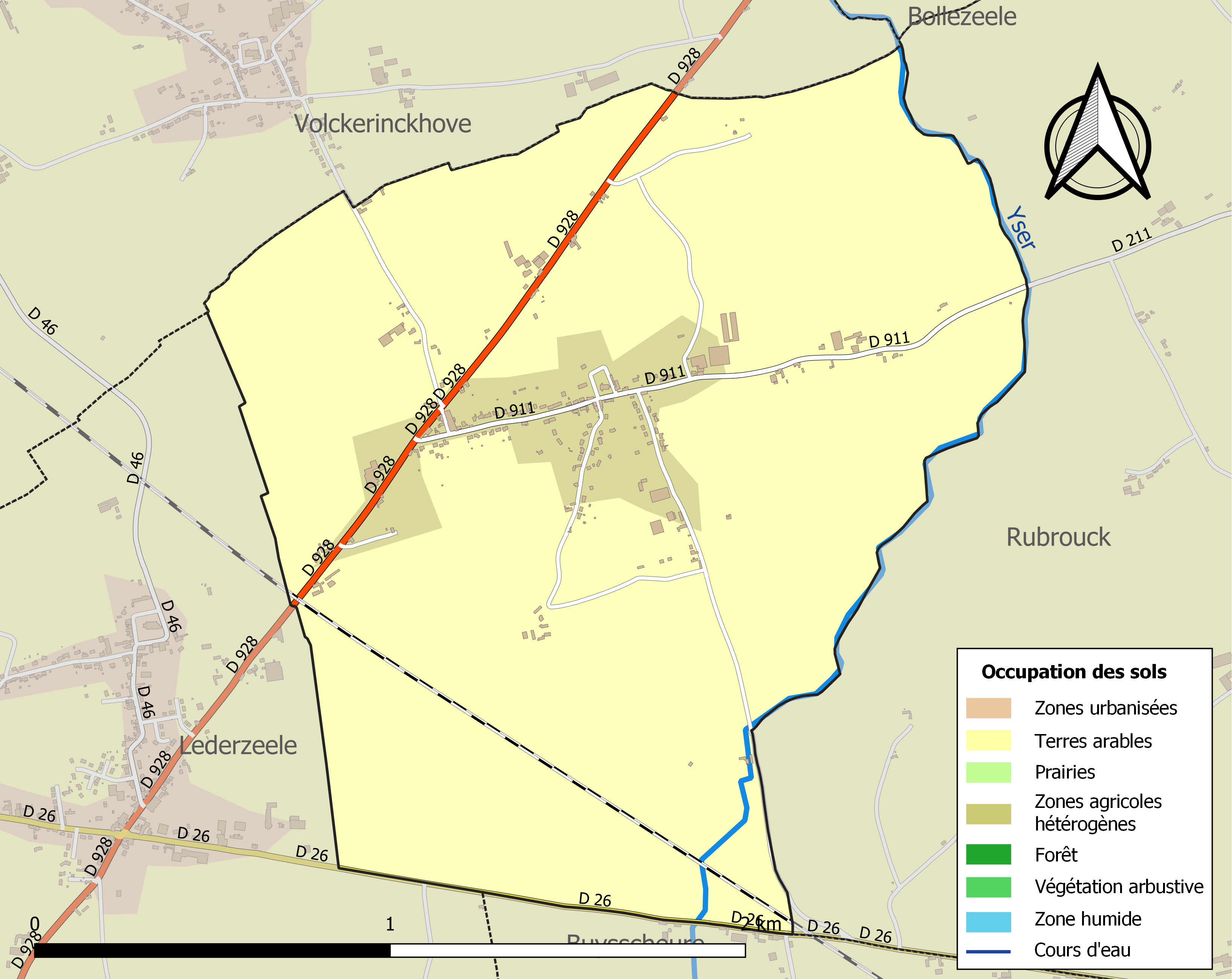
Carte des infrastructures et de l'occupation des sols de la commune en 2018 (CLC).

## Toponymie
Le nom de la localité est attesté sous les formes Brocselo en 1072, Brusele en 1107, Brocsele en 1195.
Le nom de la commune vient du flamand Broec sele, qui signifie « la maison des marais ». Le nom de Bruxelles a exactement le même origine.
La commune se nomme Brokzeele en flamand.

## Histoire
En 1211, Jean évêque de Thérouanne atteste que Gilbert de Haverskerque a donné en engagère (donner la possession) pour six ans à l'abbaye de Saint-Bertin de Saint-Omer moyennant cent marcs d'argent la dîme de Broxeele. En 1216, Adam évêque des Morins (de Thérouanne) déclare que l'abbaye a rétrocédé à Gillebert de Haverskercque la dîme de Broxeele qui avait été engagée au monastère.
En 1223, Michel de Boulaere, connétable de Flandre (du comte de Flandre) exempte de taille et d'impôts les terres et les hommes de l'abbaye de Saint-Bertin à Broxeele et dans les paroisses voisines.
En 1297, le comte de Flandre Gui de Dampierre est en guerre contre le roi de France Philippe IV le Bel, mais perd la partie. En 1298, Gilles de Haverskerque, seigneur de Watten, qui a suivi le parti du roi, est récompensé en recevant de Raoul II de Clermont-Nesle, lieutenant du roi, la juridiction et les biens que le comte Guy possédait dans plusieurs villages de Flandre dont Broxeele, et qui lui ont été confisqués, (confiscation sans doute temporaire).
Avant la Révolution française, la paroisse était incluse dans le diocèse de Thérouanne, puis à la disparition de celui-ci dans le diocèse de Saint-Omer.
Vers 1910, un chemin de fer de Herzeele à Saint-Momelin, passe par les villages, alors généralement dotés d'une gare, Wormhout, Esquelbecq, Zegerscappel, Bollezeele, Merckeghem, Volckerinckhove-Broxeele, Lederzeele, Nieurlet.

## Politique et administration

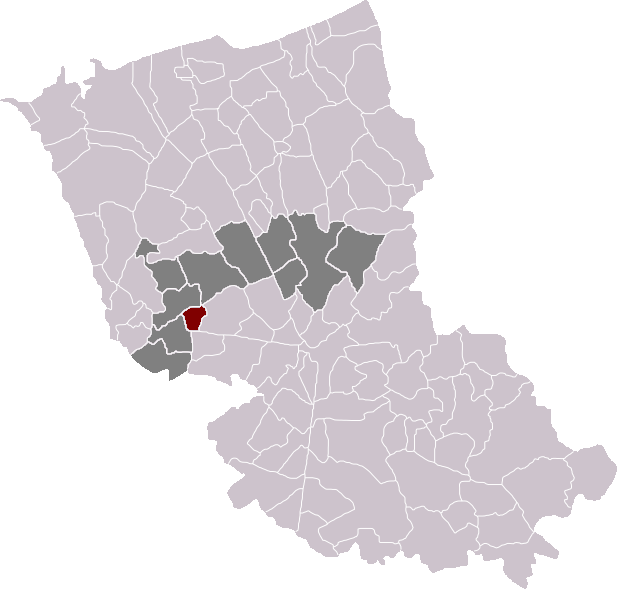
Broxeele dans son canton et son arrondissement.

### Liste des maires
Maire de 1802 à 1808 : Alexandre Gars,.
Maire en 1813 : Pierre Jacques Derudder
Maire de 1817 à 1831 : François Marie Gars
Maire de 1831 à 1854 : Xavier Pecro.
Maire de 1854 à 1884 : François Dehaene.
Maire de 1884 à 1908 : Louis Permandt.
Maire de 1908 à 1914 : Amand Vantorre.
Maire de 1921 à 1954 : Louis Reumaux.
Maire de 1954 à 1973 : Albert Baeckeroot.
Maire de 1973 à 1983 : Félix Boutu.
Maire de 1983 à juin 1988 (décès) : Pierre Schryve
Maire de juillet 1988 à Juin 1995 : Gérard  Beyaert
| Période                                  | Période   | Identité                                       | Étiquette | Qualité |
| ---------------------------------------- | --------- | ---------------------------------------------- | --------- | ------- |
| Juin 1995                                | mars 2001 | Alain Forgeois                                 |           |         |
| mars 2001                                | mars 2008 | Alain Forgeois                                 |           |         |
| mars 2008                                | mars 2010 | Hervé Caux (démission)                         |           |         |
| mars 2010                                | mars 2014 | Christian Hidden                               |           |         |
| mars 2014                                | En cours  | Vincent Pauwels Réélu pour le mandat 2020-2026 |           |         |
| Les données manquantes sont à compléter. |           |                                                |           |         |

## Population et société

### Démographie

#### Évolution démographique
L'évolution du nombre d'habitants est connue à travers les recensements de la population effectués dans la commune depuis 1793. Pour les communes de moins de 10 000 habitants, une enquête de recensement portant sur toute la population est réalisée tous les cinq ans, les populations de référence des années intermédiaires étant quant à elles estimées par interpolation ou extrapolation. Pour la commune, le premier recensement exhaustif entrant dans le cadre du nouveau dispositif a été réalisé en 2005.

En 2022, la commune comptait 411 habitants, en évolution de +6,75 % par rapport à 2016 (Nord : +0,51 %, France hors Mayotte : +2,11 %).
| 1793 | 1800 | 1806 | 1821 | 1831 | 1836 | 1841 | 1846 | 1851 |
| ---- | ---- | ---- | ---- | ---- | ---- | ---- | ---- | ---- |
| 304  | 303  | 410  | 395  | 411  | 407  | 405  | 362  | 350  |

| 1856 | 1861 | 1866 | 1872 | 1876 | 1881 | 1886 | 1891 | 1896 |
| ---- | ---- | ---- | ---- | ---- | ---- | ---- | ---- | ---- |
| 342  | 335  | 344  | 376  | 373  | 357  | 362  | 364  | 336  |

| 1901 | 1906 | 1911 | 1921 | 1926 | 1931 | 1936 | 1946 | 1954 |
| ---- | ---- | ---- | ---- | ---- | ---- | ---- | ---- | ---- |
| 334  | 327  | 292  | 279  | 280  | 268  | 264  | 262  | 265  |

| 1962 | 1968 | 1975 | 1982 | 1990 | 1999 | 2005 | 2006 | 2010 |
| ---- | ---- | ---- | ---- | ---- | ---- | ---- | ---- | ---- |
| 249  | 209  | 190  | 211  | 270  | 269  | 299  | 306  | 304  |

| 2015 | 2020 | 2022 | - | - | - | - | - | - |
| ---- | ---- | ---- | - | - | - | - | - | - |
| 380  | 397  | 411  | - | - | - | - | - | - |

#### Pyramide des âges
La population de la commune est relativement jeune.
En 2018, le taux de personnes d'un âge inférieur à 30 ans s'élève à 37,7 %, soit en dessous de la moyenne départementale (39,5 %). À l'inverse, le taux de personnes d'âge supérieur à 60 ans est de 18,9 % la même année, alors qu'il est de 22,5 % au niveau départemental.
En 2018, la commune comptait 206 hommes pour 195 femmes, soit un taux de 51,37 % d'hommes, largement supérieur au taux départemental (48,23 %).
Les pyramides des âges de la commune et du département s'établissent comme suit.
| Hommes | Classe d’âge | Femmes |
| ------ | ------------ | ------ |
| 0,0    | 90 ou +      | 0,5    |
| 3,4    | 75-89 ans    | 5,7    |
| 12,3   | 60-74 ans    | 16,1   |
| 17,6   | 45-59 ans    | 16,6   |
| 26,0   | 30-44 ans    | 26,4   |
| 12,7   | 15-29 ans    | 11,9   |
| 27,9   | 0-14 ans     | 22,8   |

| Hommes | Classe d’âge | Femmes |
| ------ | ------------ | ------ |
| 0,5    | 90 ou +      | 1,4    |
| 5,3    | 75-89 ans    | 8,1    |
| 14,8   | 60-74 ans    | 16,2   |
| 19,1   | 45-59 ans    | 18,4   |
| 19,5   | 30-44 ans    | 18,7   |
| 20,7   | 15-29 ans    | 19,1   |
| 20,2   | 0-14 ans     | 18     |

### Enseignement
Broxeele fait partie de l'académie de Lille.
École publique de Broxeele : enseignement de la toute petite section de maternelle au CM2.
Garderie de 7 h 15 à 18 h 30 gratuite, cantine sur place, les activités périscolaires sont gratuites.

## Culture et patrimoine

### Lieux et monuments
Le Manneken-Pis de Broxeele offert par la ville de Bruxelles, car les deux communes ont une étymologie commune.

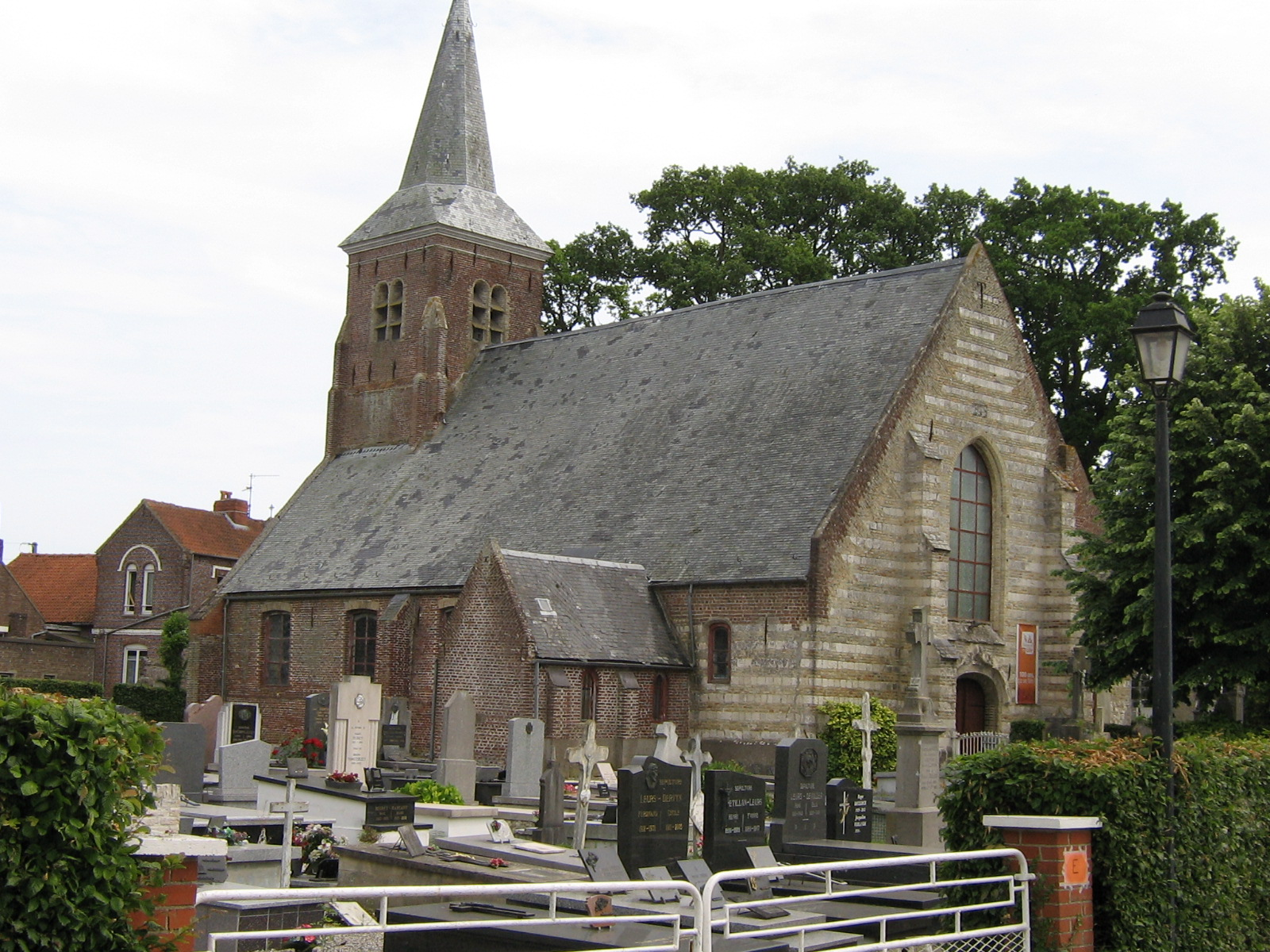
L'église Saint-Quentin.
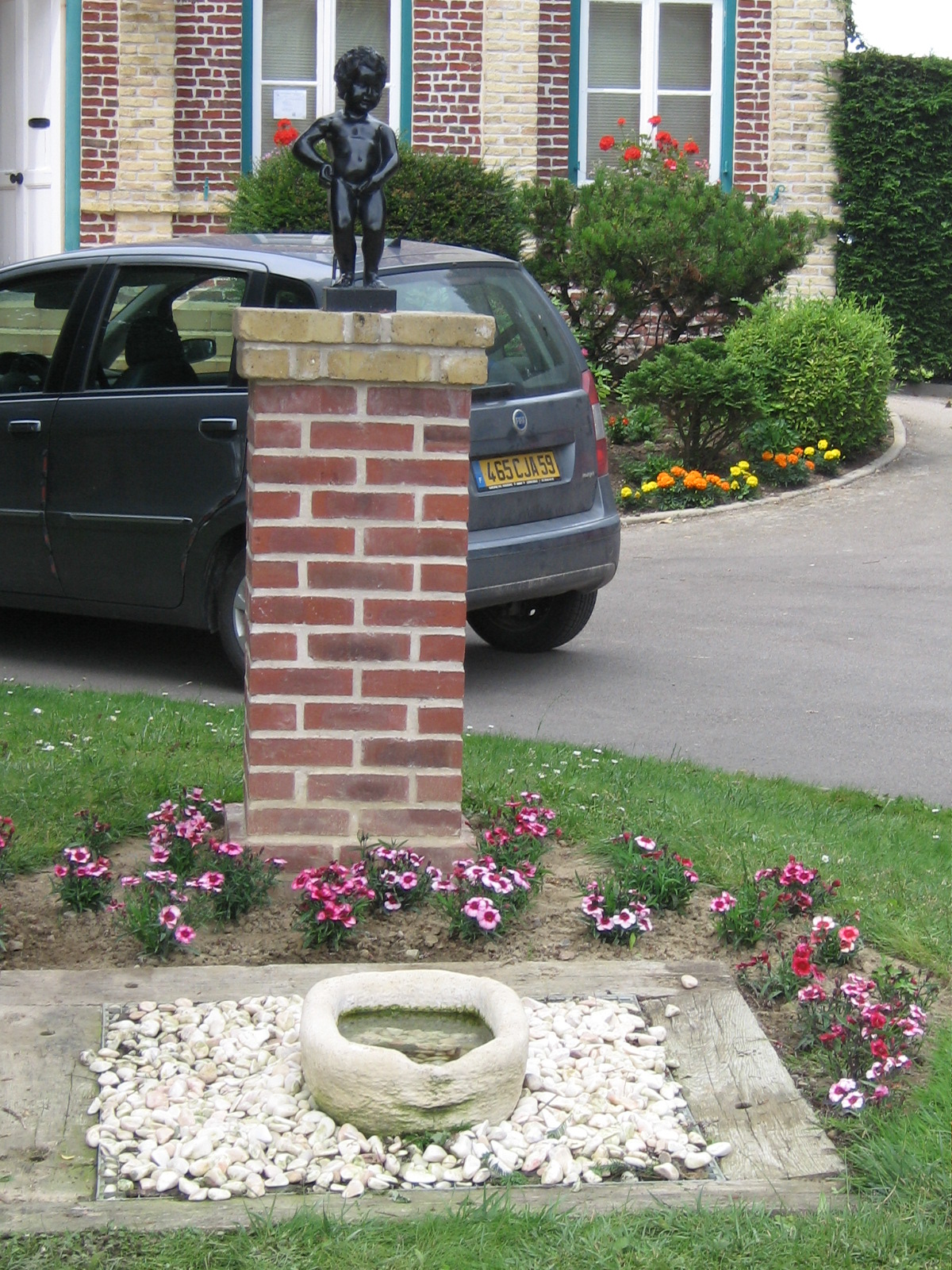
Le Manneken-Pis de Broxeele, situé devant la mairie.

### Héraldique
| Blason de Broxeele | Les armes de ce symbole se blasonnent ainsi :"De gueules au lion d'argent, armé et lampassé d'or." |